# Nicolaea munditia
Nicolaea munditia is een vlinder uit de familie van de Lycaenidae. De wetenschappelijke naam van de soort werd als Thecla munditia in 1907 gepubliceerd door Hamilton Herbert Druce.